# Kõnnu (Võnnu)
Kõnnu – wieś leżąca we wschodniej części Estonii, w prowincji Tartu, w gminie Võnnu.